# Dubbi amorosi
Dubbi amorosi è una raccolta di brevi componimenti poetici (ottave e quartine) di Pietro Aretino scritti nel XVI secolo, poco dopo la composizione dei Sonetti lussuriosi nel 1526.

## Struttura
La raccolta comprende ben trentuno "dubbi" ovvero piccole composizioni nelle quali Aretino sottolinea tramite brevi storie i problemi di mariti, di donne, di prostitute, di frati e abbadesse, e di lussuriosi in generale che riguardano solo il sesso. In seguito alla stesura di ciascun dubbio, l'Aretino inserisce una "risoluzione" nella quale inserisce delle massime e delle morali su come risolvere le varie situazioni.
Oltre a questa raccolta, sempre nel XVI secolo ne fu pubblicata una seguente intitolata Altri dubbi amorosi.

## Analisi
Scrivendo i Dubbi amorosi, la figura di Pietro Aretino si è confermata nel pieno, dando vita ad un nuovo stile di poetica occidentale nel pieno del Rinascimento, incentrata sul tema lussurioso ed erotico, cosa che a quei tempi suscitò parecchio scalpore tra il pubblico e i lettori. L'amore nel Rinascimento diventa il sentimento naturale che unisce tutta l'umanità e Pietro Aretino in questi sonetti ovvero "dubbi" esprime varie situazioni della vita quotidiana di qualunque individuo.